# Delta Persei
Delta Persei (δ Per) – gwiazda w gwiazdozbiorze Perseusza, znajdująca się w odległości około 516 lat świetlnych od Słońca.

## Charakterystyka
Jest to błękitny olbrzym, gwiazda należąca do typu widmowego B5. Ma jasność równą około 3400 jasności Słońca, masę 6,5 masy Słońca i promień około 10 razy większy niż promień Słońca. Ma 50 milionów lat, zeszła już z ciągu głównego i zaczęła zmieniać w czerwonego olbrzyma. Obraca się wokół osi z olbrzymią prędkością, co najmniej 255 km/s na równiku. Przypuszczalnie wraz z gwiazdą Mirfak, najjaśniejszą w konstelacji, wchodzi w skład młodej gromady otwartej – gromady Alfa Persei. Gwiazda wykazuje nieznaczną zmienność i została sklasyfikowana jako gwiazda zmienne typu Alfa² Canum Venaticorum.
Delta Persei ma dwóch optycznych towarzyszy. Składnik B ma wielkość obserwowaną 11,37m i jest odległy o 104 sekundy kątowe od olbrzyma; składnik C o wielkości 12,95m dzieli od gwiazdy centralnej odległość 132,8″ (pomiary z 2002 r.). Jest wątpliwe, czy gwiazdy te są powiązane grawitacyjnie. Jeśli bliższy składnik byłby fizycznym towarzyszem delty Persei, to byłby to karzeł podobny do Słońca, oddalony o co najmniej 16 tysięcy jednostek astronomicznych i okrążający olbrzyma w okresie co najmniej 750 tysięcy lat; tym niemniej przy takim dystansie gwiazdy łatwo mogłoby rozdzielić zewnętrzne oddziaływanie. Ponadto podejrzewana jest obecność bardzo bliskiego składnika (0,3″ od olbrzyma, o wielkości 6,17m), o którym niewiele wiadomo.